# S-HTTP
S-HTTP (Secure HTTP) – zdefiniowane w RFC 2660 ↓ rozszerzenie protokołu HTTP umożliwiające bezpieczną wymianę informacji między klientem i serwerem z wykorzystaniem szyfrowania. Został opracowany niemal równolegle z protokołem HTTPS i, w odróżnieniu od tego drugiego, nigdy nie spotkał się z szerszą akceptacją dostawców przeglądarek i serwerów WWW. Ze względu na to nie jest dziś powszechnie spotykany.